# Козареваць-Рачанський
45°47′ пн. ш. 16°55′ сх. д. / 45.78° пн. ш. 16.92° сх. д.
Козареваць-Рачанський (хорв. Kozarevac Račanski) — населений пункт у Хорватії, у Б'єловарсько-Білогорській жупанії у складі громади Нова Рача.

## Населення
Населення за даними перепису 2011 року становило 109 осіб.
Динаміка чисельності населення поселення: